# Ömer Bayram
Pour les articles homonymes, voir Bayram.
Ömer Bayram, né le 27 juillet 1991 à Breda, est un footballeur international turc. Il évolue au poste de latéral gauche à l'Eyüpspor.

## Palmarès
Kayserispor
- Vainqueur de la PTT First League en 2015

 Akhisar Belediyespor
- Vainqueur de la Coupe de Turquie en 2018
- Vainqueur de la Supercoupe de Turquie en 2018

 Galatasaray Spor Kulübü (football)
- Vainqueur du Championnat de Turquie en 2018-2019
- Vainqueur de la Coupe de Turquie en 2019
- Vainqueur de la Supercoupe de Turquie en 2019

## Statistiques
| Saison    | Club      | Pays       | Championnat        | Coupes nationales | Coupes continentales |
| --------- | --------- | ---------- | ------------------ | ----------------- | -------------------- |
| 2009-2010 | NAC Breda | Eredivisie | 4 matchs           | -                 | -                    |
| 2010-2011 | NAC Breda | Eredivisie | 6 matchs           | 2 matchs          | -                    |
| 2011-2012 | NAC Breda | Eredivisie | 30 matchs / 5 buts | 1 match           | -                    |

Dernière mise à jour le 7 mai 2012